# Ronald McNeill, 1. Baron Cushendun

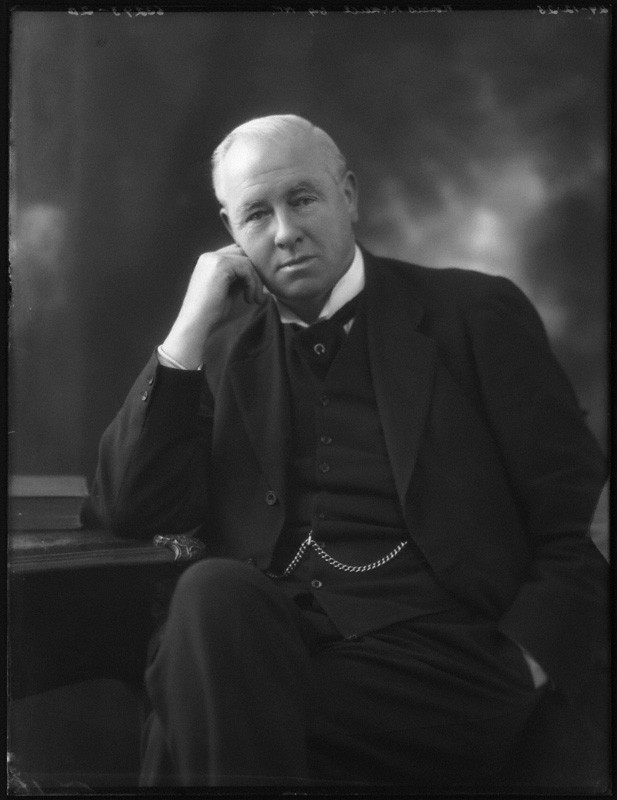
Robert McNeill (1923)

Ronald John McNeill, 1. Baron Cushendun, PC (* 30. April 1861 in Ulster, Irland; † 12. Oktober 1934 in Cushendun, County Antrim, Nordirland) war ein britischer Politiker der Conservative Party, der unter anderem zwischen 1911 und 1927 Abgeordneter des Unterhauses (House of Commons) sowie von 1927 bis 1929 Kanzler des Herzogtums Lancaster (Chancellor of the Duchy of Lancaster) war. 1927 wurde er als 1. Baron Cushenden in den erblichen Adelsstand (Hereditary Peerage) der Peerage of the United Kingdom erhoben, wodurch er bis zu seinem Tode 1934 auch Mitglied des Oberhauses (House of Lords) war.

## Leben

### Rechtsanwalt, Unterhausabgeordneter und Unterstaatssekretär
Ronald John McNeill, Sohn des Deputy Lieutenants sowie High Sheriffs des County Antrim Edmund McNeill und dessen Mary Miller, begann nach dem Besuch der renommierten Harrow School ein grundständiges Studium am Christ Church der University of Oxford, welches er 1886 mit einem Master of Arts (B.A.) beendete. Nach einem darauf folgenden Studium der Rechtswissenschaften erhielt er 1888 seine anwaltliche Zulassung als Barrister der Anwaltskammer (Inns of Court von Lincoln’s Inn. Nach einer darauf folgenden Tätigkeit als Rechtsanwalt war er zwischen 1900 und 1904 Chefredakteur der Abendzeitung St James’s Gazette sowie von 1906 bis 1910 stellvertretender Chefredakteur der Encyclopædia Britannica.
Nach der Erhebung von Aretas Akers-Douglas zum 1. Viscount Chilston wurde McNeill in dessen bisherigem Wahlkreis St Augustine’s für die Conservative Party bei einer Nachwahl (By-election) am 7. Juli 1911 ohne Gegenkandidat erstmals Abgeordneter des Unterhauses (House of Commons) und vertrat diesen Wahlkreis bis zum 14. Dezember 1918. Bei der Unterhauswahl am 14. Dezember 1918 wurde er daraufhin im Wahlkreis Canterbury wiederum zum Unterhausabgeordneten gewählt und vertrat diesen Wahlkreis nach seinen Wiederwahlen am 15. November 1922, am 6. Dezember 1923 sowie am 29. Oktober 1924 bis zu seinem Mandatsverzicht am 4. November 1927.
Ronald McNeill war zwischen 1922 und 1924 sowie erneut von 1924 bis 1925 Unterstaatssekretär im Außenministerium (Under-Secretary of State for Foreign Affairs). Zugleich wurde er am 16. Januar 1924 Mitglied des Geheimen Kronrates (Privy Council). Am 5. November 1925 übernahm er das Amt als Finanzsekretär im Schatzamt (Financial Secretary to the Treasury) und bekleidete dieses Amt bis zum 1. November 1927.

### Chancellor of the Duchy of Lancaster und Oberhausmitglied

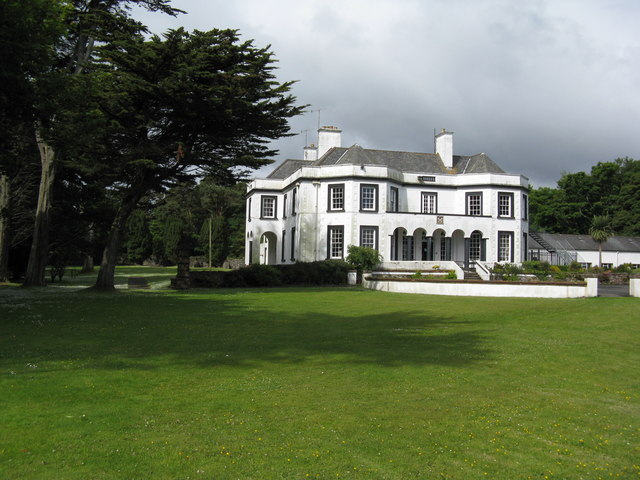
McNeills Anwesen Glenmona House in Cushendun im County Antrim.

Am 19. Oktober 1927 wurde McNeill als Nachfolger von Robert Cecil, 1. Viscount Cecil of Chelwood zum Kanzler des Herzogtums Lancaster (Chancellor of the Duchy of Lancaster) ernannt und in das zweite Kabinett Baldwin berufen, dem er bis zum 4. Juni 1929 angehörte. Nach seinem Ausscheiden aus dem Unterhaus wurde er am 7. November 1927 durch ein Letters Patent als Baron Cushendun, of Cushendun, in the County of Antrim, in den erblichen Adelsstand (Hereditary Peerage) der Peerage of the United Kingdom erhoben, wodurch er bis zu seinem Tode am 3. April 1934 auch Mitglied des Oberhauses (House of Lords) war. Er wurde ferner am 26. November 1927 Crown Steward and Bailiff of the Manor of Northstead, eine Sinekure, die vom britischen Parlament verwendet wird, um Abgeordneten das Ausscheiden zu ermöglichen.
Ronald McNeill war zwei Mal verheiratet. Aus seiner ersten, am 9. Oktober 1884 geschlossenen Ehe mit Elizabeth Maud Bolitho (1859–1925), Tochter des Friedensrichters William Bolitho und dessen Ehefrau Mary Hichens Yonge, gingen die drei Töchter Esther Rose McNeill, Loveday Violet McNeill und Mary Morvenna Bolitho McNeill hervor. Seine zweite, am 29. Dezember 1930 geschlossene Ehe mit Catherine Sydney Louisa Margesson (1887–1939), Tochter von Sir Mortimer Reginald Margesson und dessen Ehefrau Lady Isabel Augusta Hobart-Hampden, blieb kinderlos. Da er ohne männlichen Nachkommen verstarb, erlosch mit seinem Tode am 3. April 1934 der Titel des Baron Cushendun.